# Václav Mrázek
Václav Mrázek (22. října 1925 Svinařov – 29. prosince 1957 Praha-Pankrác) byl český sériový vrah, kterému bylo prokázáno celkem 7 vražd. Ty byly motivovány jak sexuálně, tak loupežně. Celkem byl obviněn ze 127 různých trestných činů.

## Mládí
Mrázek se narodil jako jedno z 12 dětí do velice chudých poměrů. Rodina dokonce jeden čas obývala odstavený vagon. Čtyři jeho sourozenci v dětství zemřeli. Školní docházku ukončil v páté třídě obecné školy. S vědomím svých rodičů se opakovaně dopouštěl krádeží, především potravin a šatstva. Otec ho dokonce nutil učit krást i ostatní sourozence. Jeho hlavním komplicem se stal bratr Karel. Za jednu krádež dostal už v roce 1941 podmínku. Za další byl později potrestán odnětím svobody na 18 měsíců. Toužil se stát členem policejního sboru nebo vojákem, ale kvůli jeho malé postavě se mu to nikdy nepodařilo. Tak se alespoň v roce 1946 přihlásil jako ozbrojený doprovod humanitárního konvoje do Rumunska a Bulharska. Vojáci humanitární pomoc postupně rozkradli a dále rozdávali výměnou za, mimo jiné, sexuální služby všeho druhu. Byl tak svědkem a přímým účastníkem mnoha neobvyklých sexuálních praktik. Přiznal také, že během služby stříleli z jedoucího vlaku na vše živé, co viděli. Držení zbraně jinak subtilnímu Mrázkovi dodávalo pocit převahy nad ostatními. Zážitky z cest si později v mysli přehrával pro vlastní potěšení. Začal se také zajímat o pornografickou literaturu s často sadistickým zaměřením.
Postupně se u něho začaly projevovat různé deviace. Za účelem sexuálního styku se dokonce pokusil vloupat do márnice. Největší vzrušení mu přinášel pocit znehybnění oběti. Připustil, že okamžik, kdy se jeho oběť po výstřelu zhroutila na zem, ho vzrušoval víc než samotná soulož. Přesto měl několik „normálních“ vztahů a ženy ho popisovaly jako průměrného milence a slabocha. Odpuzoval je svou přehnanou šetrností pramenící z chudoby, kterou prožil v dětství. Měl několik dětí a po značnou část svého vražedného období žil se stálou partnerkou.

## Vraždy
Během procházek v okolí Chomutova Mrázek často potkával osamělé mladé ženy. Při podobných setkáních vždy cítil nutkání dívku sexuálně napadnout. Bylo tak silné, že mu způsobovalo intenzivní bolest hlavy. Tak přišel na myšlenku použít násilí k dosažení sexuálního styku. První vraždy se dopustil 22. srpna 1951, kdy třemi ranami klackem ubil Hanu Chloubovou (†15), když pásla u lesa krávy. Tělo odtáhl na méně exponované místo a vykonal na něm soulož. Tato vražda nebyla až do Mrázkova doznání s ostatními spojována. 16. září zastřelil třemi ranami z pistole Bronislavu Pajúrkovou (†32) na cestě mezi Jirkovem a Kyjicemi. Tělo odtáhl přes náhon k potoku, kde s ním souložil a poté jej vtáhl do vody. Hlasitost výstřelů ho vystrašila. Na příští akci si proto raději vzal nůž. Další dvě dívky však útok i přes vážná zranění přežily. V prvním případě se nůž zastavil o čelist napadené, v druhém utrpěla dívka 18 bodných ran povrchního charakteru. Malá hloubka ran, nízký vzrůst pachatele a jeho tenký hlas vedly k domněnce, že útočníkem mohla být i žena.
1. června 1952 procházel Mrázek okolo hostince, kde se právě konala taneční zábava. Pohled oknem na tančící dívky ho vzrušil, a proto se rozhodl provést další útok. Před hospodou ukradl kolo, na kterém se poté pohyboval po okolí a hledal potenciální oběť. Dvakrát minul Elenu Marmanovou (19). Při jejich třetím setkání jí vystřelil na hlavu. Kulka prolétla pouze límcem kabátu a vlasy. Překvapená Marmanová se sehnula a druhá kulka jí prostřelila kabát na zádech. Mrázek přistoupil blíž, ale poslední kulka se zasekla v hlavni. Během výstřelů ejakuloval, a tak o dívku ztratil zájem. Ta otvory po střelách objevila v kabátě až druhý den. Původně si myslela, že po ní nějaký mladík střílí poplašnou pistolí. Na místo nočního přepadení se vrátila a podle stop po tažení těžkého předmětu vojtěškou objevila tělo Marie Dvořákové (†16), kterou Mrázek zastřelil hodinu po jejich setkání, když čekala na svého přítele. Ten odvezl společnou známou na motorce domů a slíbil, že se pro Marii co nejdříve vrátí. Dívka se vydala směrem k lokalitě zvané Na Seníku, ale brzy narazila na Mrázka jedoucího na kole. Ten ji jednou ranou zastřelil. Od těla odjel o několik metrů dál, aby se přesvědčil, že výstřelem nikoho nepřivolal. Poté se k tělu vrátil, odtáhl ho mimo cestu k transformátoru a nožem rozřezal šaty. Poté na něm vykonal soulož. Hlavu přikryl zbytky oděvů a na tělo položil boty, které nesla Dvořáková v ruce.
Čtvrtou obětí se 14. července 1954 stala studentka Jiřina Helmichová (†16), která šla do lesa nasekat trávu a měla se zde setkat se svým přítelem. Na místo však dorazila pozdě, a tak ho nezastihla. Potkala však Mrázka, který okolo ní projel na kole. Když ji minul, sesedl a zavolal na ni. Jakmile se otočila, střelil ji do obličeje a s tělem vykonal soulož. Policie zahájila rozsáhlé vyšetřování. Jeho pátou a šestou obětí se stala milenecká dvojice Libuše Dufková (†19) a Karel Trlifaj (†26). Narazil na ně při pěším výletu 9. srpna 1955 na silnici mezi Chomutovem a Březencem. Trlifaje zastřelil třemi ranami, okradl a odklidil do příkopu, kde jeho tělo zaházel porostem z okolí. Dufková pouze předstírala smrt. Když si myslela, že vrah už odešel, postavila se a snažila se utéct. Mrázek si jí však všiml, jednou ranou do zad ji zabil a potom odtáhl do pole, kde na těle vykonal soulož. I přes rozsáhlé pátrací akce v oblasti Chomutovska, kde spáchal většinu svých zločinů, dlouho kriminalistům unikal. Poprvé v historii naší kriminalistiky byl vytvořen speciální tým, který v rámci akce „Bronislava“ (podle jména první zastřelené) prověřil asi 25 tisíc podezřelých, zadržel několik hledaných osob a velké množství zbraní. Mrázka však i díky jeho nenápadnému chování a stálému zaměstnání nikdo nepodezíral a on opět změnil způsob, jakým útočil.
Dalších několik žen se pokusil uškrtit. Všechny se však zachránily a přivolaly pomoc. Kromě pokusů o vraždu se Mrázek zaměřil na velmi mladé dívky, které znásilňoval. Nejmladší z nich bylo pouhých 6 let. Při jednom takovém útoku jen se štěstím unikl dopadení a pravděpodobnému lynčovaní. Děti neusmrcoval, protože to podle svých slov považoval za zbytečné. Mrázek si byl vědom probíhající pátrací akce a mohl získávat informace o postupu vyšetřování od svých známých, kteří pracovali u policie. Vyšetřování probíhalo i mezi jeho podřízenými na pracovišti. Ze strachu z dopadení se rozhodl změnit zaměstnání a odejít do Kladna. Vinou chyby úředníka se mu odchod podařil a jeho jméno tak vypadlo ze seznamu lidí k prověření.
Poslední, tentokrát loupežné vraždy, se dopustil na manželce svého známého Ladislava Berana, Alžbětě (†57). Mrázek se je rozhodl vykrást, protože se říkalo, že mají našetřeno dost peněz. V noci 9. listopadu 1956 se vloupal do Beranova domu. Předpokládal, že má Beran noční směnu a dům je opuštěný. V ložnici však narazil na jeho ženu Alžbětu, která ho okamžitě poznala a vykřikla jeho jméno. Mrázek ji v posteli ubil sekerou, kterou předtím sebral na dvoře. Vraždu neplánoval. Sekeru chtěl použít k páčení. Její 11letou vnučku, která se v domě také nacházela, donutil, aby mu pomohla hledat peníze a cennosti. Při odchodu ji znásilnil. Nemohla ho identifikovat, protože si kapesníkem zakryl obličej.

## Dopadení
Mrázek byl odhalen až 17. března 1957 při domovní prohlídce. Té předcházelo jeho přistižení při krádeži na dole Nejedlý v Libušíně, kde byl zaměstnán jako lázeňský pracovník. Jeden z horníků s poraněnou rukou předčasně vyfáral a nachytal Mrázka, jak prohledává oděvy v šatně. Protože k podobným krádežím docházelo častěji, horník Mrázka zadržel a přivolal policii. Při domovní prohlídce byl objeven střihací strojek, který byl ukraden při poslední vraždě. Ve sklepě v duté noze ponku pak byla zajištěna pistole Walther ráže 7.65 mm, která odpovídala zbrani použité při sérii vražd na Chomutovsku. Vyšetřovatelé byli také překvapeni tím, že prakticky celý jeho byt byl vybavený kradenými věcmi.
Mrázek zpočátku přiznal pouze několik krádeží. Dokonce byl umístěn do cely s nastrčeným informátorem, kterému se však s ničím nesvěřil. Až při seznámení s výsledky balistické expertizy se rozplakal a bez odporu přiznal všechny vraždy i velké množství jiných zločinů. Byl si vědom škodlivosti svého jednání a choval se naprosto systematicky, o čemž svědčila i jeho schopnost dlouho unikat spravedlnosti. Zajímavostí je, že podle svých slov nesnášel pohled na krev. Mezi jím ukradenými věcmi byly i předměty, ze kterých neměl prakticky žádný užitek.
Mrázek byl také podezřelý z dalších tří vražd spáchaných v roce 1951 v severních Čechách (název vyšetřovací akce „Erika" – opět podle jedné z obětí). Ani k jedné z nich se však nedoznal a ze dvou byl skutečně jako možný pachatel později vyloučen. Ještě v průběhu roku 1957 byl nezvykle rychle odsouzen. Mrázek netušil, že je u nás v platnosti trest smrti a očekával trest odnětí svobody v maximální délce 10 let. Za 7 vražd, 4 pokusy o vraždu a 14 případů pohlavního zneužití byl 29. prosince 1957 popraven v Pankrácké věznici. Téhož dne byla sejmuta jeho posmrtná maska a provedena pitva, 30. prosince byl zpopelněn v motolském krematoriu. Jeho bratr Karel byl za společné krádeže odsouzen na 12 let.

## Vyobrazení ve filmu
- Případem je volně inspirován film Petra Schulhoffa Vrah skrývá tvář z roku 1966.[7]
- Václav Mrázek se objevuje v jedné části dokumentárního triptychu Hrdelní zločiny z roku 2001.[8]